# Reesendammbrücke

Die Reesendammbrücke um 1900

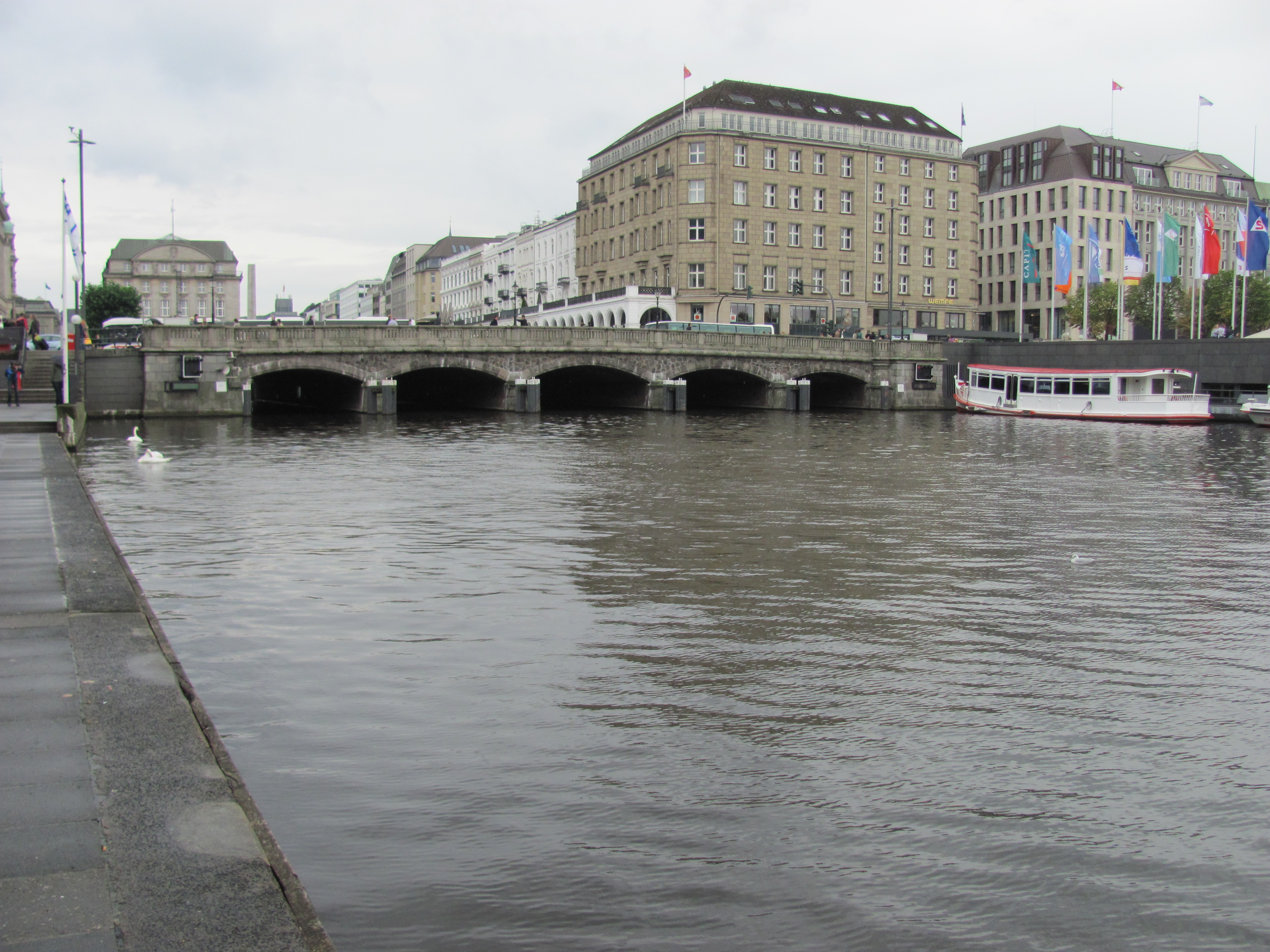
Heutige Ansicht

Die Reesendammbrücke ist ein Brückenbauwerk in der Hamburger Innenstadt und wurde 1843/44 an Stelle des dort ungefähr verlaufenden Reesendamms errichtet.
Sie überspannt die Kleine Alster in der Verlängerung des Jungfernstiegs und der Bergstraße und erhielt ihren Namen im Gedenken an den Müller Heinrich Reese, der um 1270 dort eine Kornmühle unterhielt. Beim Bau der Brücke wurde die dort befindliche zweite Alster-Staustufe in den Bereich der heutigen Rathausschleuse verlegt.
Seit April 1934 befindet sich unter dem südlichen Brückenteil die U-Bahn-Station Jungfernstieg, damals Endstation der so genannten Kelljunglinie. Für den Bau der Station musste die Brücke teilweise abgerissen und neu erbaut werden.
Ende der 1960er Jahre wurde der heutige Schnellbahnknoten Jungfernstieg erbaut. Quer unter der Brücke und der vorhandenen U-Bahn-Station verläuft heute die Station der City-S-Bahn.